# Mimosa myriophylla
Mimosa myriophylla är en ärtväxtart som beskrevs av George Bentham. Mimosa myriophylla ingår i släktet mimosor, och familjen ärtväxter. Inga underarter finns listade i Catalogue of Life.